# Zdzisław Piętka
Zdzisław Piętka (ur. 3 stycznia 1925 w Strzemieszycach Wielkich, zm. 9 kwietnia 2011 w Opolu) – polski ekonomista, spółdzielca i polityk, poseł na Sejm PRL II i III kadencji, w latach 1971–1973 przewodniczący prezydium Wojewódzkiej Rady Narodowej w Opolu.

## Życiorys
Syn Michała i Bronisławy. Uzyskał wykształcenie wyższe ekonomiczne. Pracował na stanowiskach dyrektora oddziału Okręgowego Związku Spółdzielni Spożywców w Opolu, prezesa Zarządu Wojewódzkiej Spółdzielni Spożywców „Społem” oraz przewodniczącego Rady Nadzorczej Powszechnej Spółdzielni Spożywców „Społem” w Opolu.
Wstąpił do Polskiej Zjednoczonej Partii Robotniczej. W 1957 i 1961 uzyskiwał mandat posła na Sejm PRL II i III kadencji z okręgu Opole. Przez dwie kadencje pracował w Komisji Handlu Wewnętrznego. W latach 1971–1973 był przewodniczącym prezydium Wojewódzkiej Rady Narodowej w Opolu.
Odznaczony Medalem 10-lecia Polski Ludowej (1955).
Pochowany wraz z żoną Zinaidą (1922–2010) na cmentarzu komunalnym w Opolu (13S/1/72), miał potomstwo.